# ミルドレッド・ウィリー
ミルドレッド・ウィリー（Mildred Olive Wiley、1901年12月3日 - 2000年2月7日）は、アメリカ合衆国の陸上競技選手である。彼女は1928年に開催された1928年アムステルダムオリンピックに参加して、女子走高跳で銅メダルを獲得した。

## 経歴
ミルドレッド･ウィリーは、ボストンの水泳協会に所属していた選手である。アムステルダムオリンピックの女子走高跳競技で彼女は銀メダルを獲得したオランダのリエン・ヒソルフと同じ1m56cmの記録を残したが、順位決定戦で彼女に敗れて銅メダルとなった。
彼女はアマチュア運動連合（AAU）主催の女子走高跳の室内競技会で、1927年と1928年の2年連続で優勝している。
ウィリーは後に結婚して5人の子の母となった。彼女の子供のうち、ボブ・ディー（en:Bob Dee、1933年5月18日 - 1979年4月）は、アメリカンフットボールのチーム、ボストン・ペイトリオッツ などで活躍した。